# 転移 (医学)
転移（てんい、英語: metastasis）とは、腫瘍細胞が原発病変とは違う場所に到達し、そこで再び増殖し、同一種類の腫瘍を二次的に生じること。

## 概説
がんが転移して新しい腫瘍が形成されると、それは二次がんあるいは転移がんと呼ばれ、転移した細胞は原発病変のものと同一種となる。これは、例えば、乳癌が肺に転移した場合、二次がんは悪性の肺細胞ではなく、悪性の乳腺細胞によって形成されることを意味する。この肺の疾患は肺癌ではなく乳癌肺転移になる。但し臨床医学の現場では習慣的に、二次がんが転移した先の器官の名前で「転移性○○がん」と呼ぶ。
特定のがんは特定の臓器に転移するといった傾向もある。例えば、前立腺癌は、通常、骨に転移する。同様に、大腸癌は肝臓に転移する傾向がある。また、女性の場合、胃癌はしばしば卵巣に転移する（Krukenberg播種）。
腫瘍は良性腫瘍と悪性腫瘍とに分類されるが、このうち、悪性腫瘍のみが浸潤や転移を行う。見掛け上、良性腫瘍であっても、転移が起こった場合には悪性腫瘍とみなされる。

## 種類
局所転移 (local metastasis)
原発巣付近に転移するもの。
領域転移 (regional metastasis)
局所リンパ節に転移するもの。
遠隔転移 (remote metastasis)
原発巣より離れた遠隔部位に転移するもの。

## 経路
リンパ行性転移
リンパ流に沿って求心性に転移するもの。順行性転移である。口腔癌では顎下リンパ節、乳癌では腋下リンパ節といったもの。胃癌のウィルヒョウのリンパ節転移が知られる。肉腫よりも癌腫に特徴的である（ただし、肉腫がリンパ行性に転移しないわけではない）。
血行性転移
血流に沿って転移するもの。癌腫よりも肉腫に多い（ただし、癌腫が血行性に転移しないわけではない）。血管壁の薄い細静脈や毛細血管に侵入し、壁の厚い動脈へは稀である。好発部位としては大量の血液が流れ込む肺や肝臓に多い。
播種
播種（はしゅ、dissemination）は、腹腔や胸腔といった体腔へ漿膜を突き破って連絡した腫瘍から、腫瘍細胞が体腔内に遊離して他の漿膜面に移植され転移するもの。これによって、癌性の腹膜炎や胸膜炎が発生することが多い。胃癌に多くみられ、胃の印環細胞癌が卵巣へ転移するKrukenberg腫瘍や、直腸子宮窩へと転移するSchnitzler転移が有名である。ほかにも、まれではあるが、気管支をとおって転移する経管性転移や、上口唇の癌が下口唇へと転移する接触転移がある。

## 関連因子
転移は、ガン細胞が原発巣から離れ、血管やリンパ系を介して移動し、身体の他の部分に到達するという一連のステップである。これが起こるためには、がん細胞は原発巣から離れ、標的組織に接着し、さらに、浸潤するためにその組織を取り囲んでいる細胞外マトリクスを分解しなければならない。口腔癌が転移する場合、一般に、リンパ系を通って頚部のリンパ節に移動する。
がん研究によって、がん転移には血管新生が重要であることが発見された。腫瘍の血管新生はがん細胞が回りの正常組織にPI3K/Akt/mTORシグナルを送ることから始まる。このシグナルは、正常組織の特定の遺伝子の発現をうながし、それによって新しい血管が作られる。このシグナルの働きを阻害することで、がん細胞の増殖や転移を抑制すると考えられている。

## 転移と原発癌
転移は理論的には原発ガンと同じである。腫瘍は一つのガン細胞あるいは身体の他の部分の細胞からスタートしたものである。しかし、10%以上のがん患者の転移において、原発巣はみつからない。これらの場合、医者は原発がんを不明または不詳とし、患者は原発巣が不明ながんを有している(CUP)と称される。喀血があったら肺癌、血尿があったら膀胱癌というように、簡単な因果関係で原発巣を明らかにできない場合、複雑な画像診断でも明らかにすることは難しい。いくつかのケースでは後になって原発巣が明らかになることもある。免疫組織化学法を使用することによって、病理学者は多くの転移ガンの源を同定することができるようになった。画像診断では、たとえ、病理解剖を行っても同定することは難しい。原発巣が退行しても転移巣が残ることもある。

## 一次または二次がんの診断
転移がんの細胞は原発がんの細胞と類似している。がん組織を鏡検することによって、そのがん細胞の種類が、身体のどの組織にみられる細胞と同じものであるかがわかる。
例えば、乳ガン細胞は胸で発見されても、転移して身体の他の部位で発見されても同様にみえる。それゆえ、肺で発見された腫瘍の細胞が乳細胞と同じようにみえる場合、肺の腫瘍が二次がんであると決定する。しかし、依然として原発がんを決定することは難しいために、病理医は免疫組織化学的方法やFISH法などの補助的な方法を用いなければならない。それでもなお、原発病変を発見することができず、死後病理解剖によってわかる場合や発見されないまま終わる場合がある。
過去にがんの治療を受けたことのある患者に二次がんがみつかった場合、それは新たな原発がんではなく、転移がんであるケースが多い。

## 転移がんの治療
転移がんに対しては、化学療法、放射線療法、生物学的療法、ホルモン療法、外科手術、レーザー-免疫療法、補完代替療法、支持療法あるいはそれらを組み合わせた治療法がとられる。
治療法の選択は、原発がんの種類、サイズ、転移場所、患者の年齢と健康状態、そして、以前に実施された治療法に依存する。原発巣不明の患者の場合は原発がんがなくとも同様に必要な治療法が試みられる。しかし、すべての治療法をとれるような施設は少ない。

## 主な原発巣
- 喉頭
- 肺
- 乳房
- 皮膚
- 胃
- 大腸
- 腎臓
- 前立腺
- 膵臓